# バイオゾイド
バイオゾイドとは、タカラトミー（旧トミー）より展開している『ゾイド』シリーズに登場する架空の兵器である。

## 概要
『ゾイド』シリーズにおいては2005～2006年に展開していたアニメ作品『ゾイドジェネシス』、およびフォトストーリー『ゾイドジェネレイションズ -ZOIDS GENERATIONS-』において登場した。
デザインモチーフは恐竜の骨格となっている。コンセプトはトミーの田島豊が担当し、他のデザイン担当者が持ち込んだ試作品を元に製品開発が行われた。

### 商品仕様
キットは、組立済のプラ製各関節可動フレームに、軟質素材製の外装をランナーから切り離して組み付ける形式になっている。ただしバイオラプターおよびバイオラプターグイは無動力のプラキットで、この2体を除くシリーズ製品はボタン電池で作動する電飾およびサウンドギミックを備える。

## 設定

### 『ゾイドジェネシス』におけるバイオゾイド
機体の作り、コア、戦闘能力の全てが従来のゾイドとは全く異なる新しいコンセプトのゾイド。全身を覆うバイオ装甲・ヘルアーマーは特殊な流体金属からなり、実弾兵器は跳ね返され、光学兵器は反射されてしまい、通常型ゾイドでの対抗を困難にしている。ただし、メタルZi（リーオ）製の武器では貫通・破壊されてしまう。機体には天空人（ソラノヒト）の技術が導入されている。また、「バイオゾイドコア」と呼ばれるゾイドコアの記載が確認できるが、これの詳細は不明。
作中では人間が搭乗するバイオゾイドが存在する一方で、「ナンバー」と呼ばれる操縦用の機械兵も登場する。これは抜き取った人間の魂を内包しており、バイオゾイドに搭乗した際には命令を拒否できずに戦闘を強制される。
バイオゾイドが攻撃を受けて倒される時は、機体表面のヘルアーマーが煮立つように蒸発して消え、内部フレームが黄白色に変色し、バラバラに崩れ去っていく、という映像で表現された。

### 『ゾイドジェネレイションズ -ZOIDS GENERATIONS-』におけるバイオゾイド
古代より復活した謎の異形ゾイドとして登場。マザーバイオにより生産されており、人間や他のゾイドを襲う。

## バイオメガラプトル
| バイオメガラプトル BIO MEGARAPTOR | バイオメガラプトル BIO MEGARAPTOR |
| --------------------------------- | --- |
| 番号                              | BZ-001 |
| 分類                              | メガラプトル型 |
| 全長                              | 25.8m |
| 全高                              | 10.8m |
| 重量                              | 75t |
| 最高速度                          | 330km/h |
| 武装                              | バイオゾイドコア ヘルアーマー ヘルファイアー ヒートキラーバイト テイルカッター ヒートスパイク×2 ヒートハッキングクロー×2 バーニングジェット×2 |
| 搭乗者                            | ザイリン |

メガラプトル型のバイオゾイド。接近戦を得意とする。
武装・装備
ヘルファイアー
口腔内に装備する。ここから放たれたゲル状のナパームは空中で瞬間発火し、対象に付着して燃やし尽くす。
ヒートキラーバイト
バイオメガラプトルの口部。
テイルカッター
バイオメガラプトルの尾部。
ヒートスパイク
両足の爪部（シックルクロー）。これを赤熱化させ、敵機の装甲ごと内部機関を切り裂く。
ヒートハッキングクロー
両手の爪部。
バーニングジェット
背部両側面に装備する。
劇中での活躍
ザイリンの乗機として第2話で初登場。エレファンダー部隊を一瞬で全滅させる。ミロード村でルージのムラサメライガーと戦い、片腕を切り落とされるが、(結果的に)ジェネレーターを破壊する。その後もガラガのデッドリーコングを一蹴する等ルージ一行を苦戦させるも、霧の河の戦いでハヤテライガーに敗れ大破。これ以降ザイリンはバイオヴォルケーノに乗り換えることとなった。

### 量産型バイオメガラプトル
アニメ『ゾイドジェネシス』第27話から登場。初登場話では量産型メガラプトルと呼称され、ザイリン以外でも搭乗が行えるよう改良した機体。装甲がグレー、フレームが黒、爪とキャップが紫、目とコアが緑になっている。中盤以降、ディガルド軍の主戦力となり、ディガルド軍人とナンバーがそれぞれ乗り込んで討伐軍と交戦した。終盤には幾つかの機体とそれを操縦する部隊長達が、ザイリンがジーンに離反したのを契機に討伐軍に付いて戦った。

### バイオドロマエオサウルス
『ゾイドジェネレイションズ -ZOIDS GENERATIONS-』に登場。姿はバイオメガラプトルそのものである。
この呼称は書籍掲載時に追加されたもので、雑誌掲載時では「ラプター型のバイオゾイド」とのみ記述されていた。これはモデラーの長谷川成人による作例がベースとなっており、個体差の表現としてディティールアップや装甲の塗装が行われている。

### 実験体「フランク」
月刊ホビージャパン誌連載『ZOIDS BATTLE ANGLE』に掲載。ZOITEC社が発掘した古代ゾイドのコアをベースに開発された機体で、Zi-ARMS社によってクローニングされたフランク・クローンも存在する。作例はバイオメガラプトルをベースに、腕部に火器を取り付けている。

## バイオヴォルケーノ
| バイオヴォルケーノ BIO VOLCANO | バイオヴォルケーノ BIO VOLCANO |
| ------------------------------ | --- |
| 番号                           | BZ-008 |
| 分類                           | メガラプトル型 |
| 全長                           | 33.8m |
| 全高                           | 14.8m |
| 重量                           | 92t |
| 最高速度                       | 380km/h |
| 武装                           | バイオゾイドコア クリムゾンヘルアーマー バイオ粒子砲 ブレイズキラーバイト ブレイズハッキングクロー×2 ブレイズスパイク×2 ティルアックス バーニングジェット×6 |
| 搭乗者                         | ザイリン |

バイオメガラプトルをベースに開発されたバイオゾイドで、全身を真紅のクリムゾンヘルアーマーで覆い、背中や腕、頭部、尾、そして脚部など至るところから伸びたクリスタルスパインはメタルZi製武器による攻撃をも跳ね返す強度を持つ。クリスタルスパインは近接戦闘用ブレードとして使用することもでき、並のゾイドなら触れるだけで切り裂ける。胸部にはバイオティラノに匹敵する破壊力を持つバイオ粒子砲を装備。また6基に増加したバーニングジェットで機動力が大幅に上昇している。
武装・装備
クリムゾンヘルアーマー
バイオヴォルケーノ専用のヘルアーマー。
バイオ粒子砲
胸部に装備。
ブレイズキラーバイト
バイオヴォルケーノの口部。
ブレイズハッキングクロー
両手の爪。
ブレイズスパイク
両足の爪。
テイルアックス
バイオヴォルケーノの尾部に備わる刃。
劇中での活躍
霧の河でのルージとの戦いでメガラプトルを失ったザイリンに新しく与えられた最新型バイオゾイドとして、第28話にて初登場。ムラサメライガーを圧倒し、レ・ミィのランスタッグをも撃退する。第32話ではモルガ部隊をヘルファイアー（アニメオリジナル装備）の一撃で殲滅し、再びムラサメライガーを追いつめるが、バンブリアンの自爆攻撃により一時的に行動不能になる。
その力はムゲンライガーにエヴォルトしたムラサメライガー相手にも優位に立つほどだったが、ヴォルケーノに搭載された生命エネルギー変換装置の影響で、ザイリンは苦痛を強いられていた。しかも、敵ゾイドに敵意があると判断した場合、操縦者のコントロールを離れて自動でバイオ粒子砲の発射準備に入るようにプログラミングされており、その反動でザイリンは倒れてしまう。
第44話にてバイオ粒子砲を発射しようとしたものの、ザイリンがどうにか止め、その隙にムラサメライガーでバイオゾイドコアを串刺しにされ倒れたが、第46話にてソラノヒトにより修復された。その際、生命エネルギー変換装置や自動操縦システムが取り外され、バイオ粒子砲の任意発射も可能となる。
第47話でジーンの正体を知ったザイリンは機械兵工場を破壊して離反し、ジーンのバイオティラノに挑むが、その圧倒的な力の前に返り討ちに遭い、一時後退する。最終決戦では討伐軍に参加、バイオティラノのバイオ粒子砲「神の雷」をヴォルケーノのバイオ粒子砲で破壊し、バイオティラノの動きをデッドリーコングと共に止め、ゾイドコアを守る胸殻を2機の連続攻撃で粉砕して、ムゲンライガーの最後の攻撃へと繋ぐ役目を果たした。

## バイオティラノ
| バイオティラノ BIO TYRANNO | バイオティラノ BIO TYRANNO |
| -------------------------- | --- |
| 番号                       | BZ-002 |
| 分類                       | ティラノサウルス型 |
| 全長                       | 29.4m |
| 全高                       | 12.9m |
| 重量                       | 160t |
| 最高速度                   | 230km/h |
| 武装                       | バイオゾイドコア ダークネスヘルアーマー バイオ粒子砲 サンダーキラーバイト テイルジャベリン サンダーハッキングクロー×2 サンダースパイク×2 リブ・デスサイズ×2 |
| 搭乗者                     | ジーン |

バイオゾイドの頂点に君臨するティラノサウルス型バイオゾイド。中型ゾイドを一撃で踏み砕く強靭な後脚を持ち、力強く伸びた尾は周囲の敵機を薙ぎ払う。脇腹部には格納式のリブ・デスサイズを持ち、接近した敵機を捕獲・破壊可能。口腔内には強力なバイオ粒子砲を持ち、直撃を受けたものを分子レベルまで崩壊させる。
武装・装備
ダークネスヘルアーマー
バイオティラノ専用のヘルアーマー。
バイオ粒子砲
口腔内に装備する。
『ゾイドジェネシス』第35話においてはこの部位からヘルファイアーを使用する描写も見られた。同作中においてバイオ粒子砲は第47話から使用が確認できるが、第48話では出力が強化され、作中ではこれをディガルド武国の技官が「ジーン砲」、ジーンは「神の雷」、ザイリンはバイオ粒子砲と呼称している。
サンダーキラーバイト
バイオティラノの口部。
テイルジャベリン
バイオティラノの尾部。
サンダーハッキングクロー
両手の爪。
サンダースパイク
両足の爪。
リブ・デスサイズ
両脇腹に装備する隠し武器。基部のアームを伸ばすと、肋骨パーツが鎌状の刃となる。
劇中での活躍
ディガルド軍総司令官・ジーン大将専用のバイオゾイドとして登場。第35話にて初登場する。設定よりも巨大に描かれている。
バイオヴォルケーノに搭載されていた生命エネルギー変換装置の改良型を搭載することで完全に完成、ムラサメブレードをいとも容易く弾き、パワーでデッドリーコング、機動性でソウルタイガーを軽く圧倒する卓越した戦闘力を見せた。また、演習ではバイオラプターの大群をアニメオリジナル装備のヘルファイアーの一撃で容易く蹴散らした。
第47話では超高機動力を誇るヴォルケーノをも軽々と捉え、そしてディグと多数のバイオラプターを率いて各地を蹂躙。その侵攻ルート途上に市街地やディガルド軍の基地があっても容赦なく「神なる者の怒り」と称して神の雷で消し飛ばした。
最終決戦では手始めにエンジンを切って隠れていた討伐軍のゾイドを簡単に探り当て、神の雷で討伐軍に付いた第16師団のバイオメガラプトルを根こそぎ消し飛ばすと、次にソウタのランスタッグとフェルミのバイオプテラを粉砕。ハヤテライガーとソウルタイガーの高速連携攻撃もまるで寄せ付けず、ヴォルケーノの尽力で神の雷を使用不能にされた後も圧倒的なパワーとスピードでソウルタイガーのゾイド核を破壊、暴走状態のデッドリーコングもシザーアームを握りつぶして撃破し、再び挑んできたヴォルケーノさえも軽く退けてしまった。さらにはバンブリアン、ムゲンライガー、ミィのランスタッグをも葬る。
辛うじて生き残っていたヴォルケーノとデッドリーコングの逆襲で急所のゾイドコアを露出させられ、リブ・デスサイズで2体を捕縛するも、駆けつけたソードウルフによってそれも切断されて全ての武装を失い、最後は復活したムゲンライガーの太刀に真っ二つに切り裂かれた直後に大爆発を起こした。バイオティラノが破壊されると、バイオラプターに内蔵されていた魂も全て解き放たれた。

### ブラッディバイオティラノ
ゾイドカードコロシアムおよびゾイドバトルコロシアムではゲームオリジナル機体。ジーンのカードによってバリエーションチェンジで出現する赤いバイオティラノ。

## バイオトリケラ
| バイオトリケラ BIO TRICERA | バイオトリケラ BIO TRICERA |
| -------------------------- | --- |
| 番号                       | BZ-004 |
| 分類                       | トリケラトプス型 |
| 全長                       | 22m |
| 全高                       | 7.5m |
| 重量                       | 80t |
| 最高速度                   | 130km/h |
| 武装                       | バイオゾイドコア ヘルアーマー ヘルツインホーン ノーズブレイクホーン キラーバイト デススパイク×4 テイルフォーク フレアシールド |
| 搭乗者                     | ゲオルグ |

トリケラトプス型のバイオゾイド。攻防双方の能力に優れ、2本のヘルツインホーンとノーズブレイクホーンによる突撃戦を得意とする。また、フレアシールドという電磁シールドを装備する。
武装・装備
ヘルツインホーン
両目の上の角。アニメーション作中においては、2本のヘルツインホーンを伸縮式のワイヤーを通して撃ち出し、中距離の敵に対して攻撃する姿も見られた。
ノーズブレイクホーン
鼻の上の角。
キラーバイト
バイオトリケラの口部。
デススパイク
四肢の爪。
テイルフォーク
バイオトリケラの尾部。
フレアシールド
フリル部に有する。側面の角部から電磁バリアを展開し、味方機を守る役目を持つ。
劇中での活躍
ゼ・ルフトの街を支配するゲオルグの乗機として第12話で初登場し、幾度に渡ってラ・カンのソードウルフを苦しめた。キットと異なり、機体色は銀色であり、また大きさもソードウルフなどより大きくなっている。アニメオリジナル設定として、拡散式のヘルファイアーを使用。
ゼ・ルフトを攻めるレジスタンスを容赦なく抹殺し、街から逃避したラ・カン一行に襲いかかるものの、ソウルタイガーとランスタッグの援護によって一度退けられる。
続いてピクル村をバイオラプター隊を率いて焼き払おうとし、村を救うべく引き返したルージのムラサメライガーを跳ね除け、傷が完治していないラ・カンとソードウルフを撃破寸前まで追いつめるが、その時ムラサメライガーが突如エヴォルトし、ハヤテライガーに一瞬で撃破される。
第48話にてナンバーに改造されたゲオルグの駆る機体が登場。機械兵工場のあるブラウ基地を襲撃し、バリアーによってメタルZi製の弾丸も寄せ付けず、ハックらエレファンダー遊撃隊をはじめとした守備隊に全滅に近い打撃を与えただけに留まらず、捕虜となったディガルド軍人もろともブラウ基地を壊滅させた。
その後、反ディガルドの演説放送を行っているガーシュ基地にもジーンの命令により「天罰」を与えるべく襲来し、ソードウルフと交戦。バイオクラッシャーを落とさせて再び窮地に追いやるものの、ラ・カンの捨て身の戦法でバリアー内部に回りこまれ、バンブリアンが援護で放ったリーオ製長槍を急所に突き立てられる。バイオティラノの神の雷に巻き込まれるも、それにすら耐えうるバリアーを張り続けていたことがソードウルフを救う結果となり、ゲオルグとともに撃破された。
第47話にて増産された量産機が登場。こちらはキットの色合いに近いものとなっている。最終話での決戦にも参戦し、レインボージャークを捕獲して攻撃するが、封印を解除したデッドリーコングに一蹴された。

## バイオケントロ
| バイオケントロ BIO KENTRO | バイオケントロ BIO KENTRO                                                                                  |
| ------------------------- | --- |
| 番号                      | BZ-003 |
| 分類                      | ケントロサウルス型                                                                                         |
| 全長                      | 17.3m |
| 全高                      | 9.5m |
| 重量                      | 60t |
| 最高速度                  | 170km/h |
| 武装                      | バイオゾイドコア ヘルアーマー ビーストスレイヤー×2 バックランス ポイズンバイト ヘルスパイク×4 テイルナイフ |
| 搭乗者                    | ソウタ |

ケントロサウルス型バイオゾイド。接近戦に特化しており、全身に刃のような武装を施している。得意技として、予測不能な動きで素早く特攻し敵機を徹底的に切り刻むソードダンスを持つ。
武装・装備
ビーストスレイヤー
両肩に装備する大剣。自在に角度を変えることができる。敵機を切り裂いたり突き刺したりすることができ、殺傷力はバイオゾイド随一。
バックランス
背部に装備する複数の棘。ヘルアーマーをより硬質に生成したもの。
アニメ『ゾイドジェネシス』第33話などではランスパーツを射出し、攻撃する姿も見られた。
ポイズンバイト
口部。
ヘルスパイク
四肢の爪。
テイルナイフ
尾部に備わる刃。
劇中での活躍
ソウタの乗機として第24話で初登場し、シャドーフォックスを撃破する。その後もソードウルフやハヤテライガーを何度も圧倒した。
大破した敵を徹底的に切り刻むことから恐れられたバイオケントロだったが、ムラサメライガーの大刀で前脚を斬られ撤退。その後、大群を率いてズーリを襲撃するものの、エヴォルトしたムゲンライガーによって逆に徹底的に切り刻まれて撃破された。残されたビーストスレイヤーの1本が、後にソウタの新たな乗機となったランスタッグに装備される。
最終話に量産機とおぼしき機体が登場。ケーニッヒウルフを集団で串刺しにした他、寝返ったメガラプトルと刺し違えたり、デッドリーコングの全身にバックランスを浴びせた。カラーはソウタ機と同様。

## バイオプテラ
| バイオプテラ BIO PTERA | バイオプテラ BIO PTERA |
| ---------------------- | --- |
| 番号                   | BZ-005 |
| 分類                   | プテラノドン型 |
| 全長                   | 25.2m |
| 全高                   | 7.2m |
| 重量                   | 26t |
| 最高速度               | マッハ3 |
| 武装                   | バイオゾイドコア ヘルアーマー トマホークウイング×2 バーニングジェット×2 ソニックビーク レーダーラダー キラーニードル×2 ヒートハッキングクロー×2 グラップフット×2 |
| 搭乗者                 | フェルミ |

プテラノドン型バイオゾイド。極限まで薄く軽量化したヘルアーマーと主翼のトマホークウイングで超音速飛行を可能にしている。ブレード状の衝撃波を発し敵機を切断するソニックブレードや、急降下し敵機を鷲掴みにした状態で高空まで上昇・落下させ切り刻むヘブンズランデブーという必殺技を持つ。
武装・装備
トマホークウィング
バイオプテラの主翼部。敵を切り裂く武器にもなる。
バーニングジェット
トマホークウィングの付け根に装備。
ソニックビーク
バイオプテラの嘴部。
レーダーラダー
バイオプテラの鶏冠部。
キラーニードル
トマホークウィングの前端に生えた棘。
ヒートハッキングクロー
トマホークウィングに装備された爪。
グラップフット
バイオプテラの脚部。
劇中での活躍
第20話ラストで初登場。ソラノヒトであるフェルミからジーンへ秘密裏に提供された推力システムの設計図をベースに完成し、フェルミの乗機となる。ディガルド軍にとって数少ない航空戦力であるだけでなく、討伐軍の動向を探る役割も兼ねており、ディガルド側に作戦を察知されないよう神経を尖らせていたルージたちにとって間接的とはいえ脅威となった。
劇中では幾度かコトナのレインボージャークと戦い、武装だけではなく速度でも勝り優勢な戦いをしていたが、ジャークがウインドダンサーを得て以降、速度では負けてしまい、アイアンロックでは取り逃がしてしまった。トラフではムゲンライガーに片翼を切断され撤退している。
ソラシティへの攻撃の際にはバイオラプターグイを指揮して参戦し、ソラシティの撃墜に成功している。
フェルミがディガルドから離反した後、そのまま姿をくらましていたが、討伐軍の増援として最終決戦に駆けつける。バイオティラノの攻撃からソウタのランスタッグを救ったものの、バイオティラノが投げつけたビーストスレイヤーが突き刺さって墜落、爆散してしまった。

## バイオラプター
| バイオラプター BIO RAPTOR | バイオラプター BIO RAPTOR |
| ------------------------- | --- |
| 番号                      | BZ-006 |
| 分類                      | ラプトル型 |
| 全長                      | 11.5m |
| 全高                      | 7.2m |
| 重量                      | 23.5t |
| 最高速度                  | 210km/h |
| 武装                      | ライトヘルアーマー ヘルファイアー ヒートキラーバイト ヒートハッキングクロー×2 ヒートスパイク×2 テイルカッター レーダーウイング×2 |
| 搭乗者                    | ナンバー |

ディガルド武国の量産型バイオゾイド。バイオメガラプトルのDNAを解析して作られた。全身を覆うライトヘルアーマーは通常のバイオゾイドのヘルアーマーよりも防御力は劣る。単体での戦闘力は高くなく、複数での運用を想定している。人造の部分が多い上、生産を重視したためにゾイドコアの調整が不十分であり、寿命が短い。
武装・装備
ヘルファイアー
口腔内に装備する。
ヒートキラーバイト
バイオラプターの口部。
ヒートハッキングクロー
両手の爪。
ヒートスパイク
両足の爪。
テイルカッター
バイオラプターの尾部。
レーダーウイング
背部両側面に装備する。

## バイオラプター（隊長機）
| バイオラプター(隊長機) BIO RAPTOR | バイオラプター(隊長機) BIO RAPTOR                                                                                                |
| --------------------------------- | --- |
| 分類                              | ラプトル型 |
| 全長                              | 11.5m |
| 全高                              | 7.2m |
| 重量                              | 23.5t |
| 最高速度                          | 210km/h |
| 武装                              | ライトヘルアーマー ヘルファイアー ヒートキラーバイト ヒートハッキングクロー×2 ヒートスパイク×2 テイルカッター レーダーウイング×2 |
| 搭乗者                            | ナンバー ザイリン |

バイオラプターのバリエーションの一つで、隊長クラスが搭乗する機体として黒色の区分がなされている。

## バイオラプターグイ
| バイオラプターグイ BIO RAPTOR GUI | バイオラプターグイ BIO RAPTOR GUI |
| --------------------------------- | --- |
| 番号                              | BZ-007 |
| 分類                              | ミクロラプトル型 |
| 全長                              | 15.1m |
| 全高                              | 4m |
| 重量                              | 19t |
| 最高速度                          | マッハ1.8 |
| 武装                              | ライトヘルアーマー フリージングブレス アイスキラーバイト アイスハッキングクロー×2 フォースウイング×2 レーダーウイング×2 フラップテイル |

バイオラプターをベースに空戦能力を付加された量産型バイオゾイド。必ず複数で行動し、諜報活動や略奪行為を繰り返す。一撃離脱戦法を得意とする。バイオラプター同様、人の手で作られた部分が多く、コアの寿命も長くはない。
武装・装備
フリージングブレス
口腔内に装備する。
アイスキラーバイト
バイオラプターグイの口部。
アイスハッキングクロー
主翼に装備された爪。
フォースウイング
前足の主翼。
レーダーウイング
背中から生えた翼状の部位。
フラップテイル
バイオラプターグイの尾部。

## バイオライガー
| バイオライガー BIO LIGER | バイオライガー BIO LIGER                                   |
| ------------------------ | ---------------------------------------------------------- |
| 番号                     | 不明                                                       |
| 分類                     | ライオン型                                                 |
| 全長                     | 24.3m                                                      |
| 全高                     | 不明                                                       |
| 重量                     | 102.0t                                                     |
| 最高速度                 | 300km/h                                                    |
| 武装                     | ショルダークロー ツインアームブレード バイオレーザークロー |

『ZOIDS SAGA DS〜Legend of Arcadia〜』に登場する機体。ムラサメライガーにバイオゾイドのデータを組み込み異常進化させたゾイドで、青い機体色と全身から突き出た金色の角が特徴。ムラサメライガーと比べて耐久力と近接戦闘能力は高いものの、スピードの面ではやや劣る。
月刊コロコロコミック誌における読者公募の入選作品が元になっている。
ゲームではオーピスがムラサメライガーを解析して作ったバイオゾイドということになっており、四天王の一人・ゲイルが搭乗するが、アトレーたちに敗北後、自爆した。
武装・装備
ショルダークロ－
両肩の突起。
ツインアームブレード
バイオライガー背部に装備される。可動アームを介して可動する。
バイオレーザークロ－
四肢の爪。

## バイオゾイド・死神
| バイオゾイド・死神 | バイオゾイド・死神 |
| ------------------ | --- |
| 全長               | 30.8m |
| 全高               | 13.8m |
| 重量               | 72t |
| 最高速度           | 350km/h |
| 武装               | バイオゾイドコア ヘルアーマー ヘッドブレイクホーン ヘルツインホーン バックランス ポイズンキラーバイト テイルナイフ ポイズンスパイク×2 ポイズンクロー |

『ゾイドジェネレイションズ -ZOIDS GENERATIONS-』に登場。
マザーバイオにより生み出された強力なバイオゾイド。ラプトルタイプのバイオゾイドや、バイオケントロ、バイオトリケラといった各バイオゾイドのキメラ。従来のバイオゾイドに比べ、より攻撃性が強化されており、敵味方を問わない戦闘スタイルにそれがよく現れている。特徴的な長い爪には強力な毒が含まれており、感染したゾイドは例外なく死に至るという。ライガーブルーに致命傷を与え、その額に深い傷を残した。
武装・装備
ヘッドブレイクホーン
頭部の角。
ヘルツインホーン
バックランス
ポイズンキラーバイト
口部。
テイルナイフ
尾部。
ポイズンスパイク
両足の爪。
ポイズンクロ－
両手の爪。

### バイオゾイド・死神（進化形態）
| バイオゾイド・死神（進化形態） | バイオゾイド・死神（進化形態） |
| ------------------------------ | --- |
| 全長                           | 30.8m |
| 全高                           | 13.8m |
| 重量                           | 81t |
| 最高速度                       | 350km/h |
| 武装                           | バイオゾイドコア ヘルアーマー ヘッドブレイクホーン バイオマグネッサーウイング バックランス ボーンスピア ポイズンキラーバイト テイルナイフ ポイズンスパイク×2 ポイズンクロー |

最終決戦に登場した、マザーバイオによってさらに進化した死神。背部にはバイオマグネッサーウイングを備える。
作中ではソウガの具足を破壊するも、最後はレッズタイガーとソウガの連携に敗れる。
武装・装備
バイオマグネッサーウィング
背部の翼。
ボーンスピア

## バイオスピノ
| バイオスピノ BIO SPINO | バイオスピノ BIO SPINO |
| ---------------------- | --- |
| 分類                   | スピノサウルス型 |
| 全長                   | 25.3m |
| 全高                   | 18.2m |
| 重量                   | 120t |
| 最高速度               | 220km/h |
| 武装                   | バイオゾイドコア ヘルアーマー ジャミングブレード サンダーキラーバイト テイルジャベリン サンダーハッキングクロー×2 ヘルスパイク×2 |

『ゾイドジェネレイションズ -ZOIDS GENERATIONS-』に登場。
マザーバイオから生み出されたスピノサウルス型バイオゾイド。ダークスパイナーの遺伝子を有していると推察され、特徴的な背鰭から強電磁波を放ち、周囲のゾイドの行動を狂わせる。
2年前にジンのレッズウルフと戦ったことがあり、ジンは落雷の際に電磁波が乱れる隙を突いて攻撃する戦法を取ったが、実際に倒されたのかどうかは描かれていない。最終決戦でも姿を現したが、レッズタイガーに倒された。2年前の個体と同一個体かどうかは不明。
武装・装備
ジャミングブレード
バイオスピノの背鰭。
サンダーキラーバイト
バイオスピノの牙部。
テイルジャベリン
バイオスピノの尾部。
サンダーハッキングクロ－
両手の爪。
ヘルスパイク
両足の爪。

## マザーバイオ
| マザーバイオ MOTHER BIO | マザーバイオ MOTHER BIO |
| ----------------------- | --- |
| 分類                    | T-REX型 |
| 全長                    | 127.7m |
| 全高                    | 73.2m |
| 重量                    | 666t |
| 最高速度                | 230km/h |
| 武装                    | マザーバイオゾイドコア ヘルアーマー バイオメガ粒子砲 ヒートキラーバイト テイルバイオ粒子砲 テイルマグネーザークロー ヒートハッキングクロー×2 ヒートスパイク リブ・デスサイズ×2 |

『ゾイドジェネレイションズ -ZOIDS GENERATIONS-』に登場。
伝承の中で「地の底より這いいでしもの」と呼称されていた、全てのバイオゾイドの発生源。先代の輝く獣の封印が弱まったことで再び復活を遂げ、これにより次々とバイオゾイドが生み出され各地に出現した。封印されている最中は化石のような外見で、生み出したバイオゾイドが集めてくる遺伝子情報を分析、統合、再構成し、新たな種を生み出す能力を持つ。封印が解けるとその巨体から繰り出される巨大な爪で敵を粉砕、口から発するバイオ粒子砲（作中では熱線と呼称）で全てを焼き払う。
武装・装備
バイオメガ粒子砲
ヒートキラーバイト
マザーバイオの口部。
テイルバイオ粒子砲
テイルマグネーザークロー
尾部先端に装備する、ブレード3枚を備えたクロー。デザイン画では中央部にバイオ粒子砲の銃口が見られる。
ヒートハッキングクロー
両手の爪。
ヒートスパイク
両足の爪。
リブ・デスサイズ

## バイオドラゴン
| バイオドラゴン | バイオドラゴン |
| -------------- | -------------- |
| 全長           | 32m            |
| 重量           | 185t           |
| 最高速度       | マッハ1        |

『月刊コロコロコミック』2006年1月号～2月号にかけて登場した改造バイオゾイド。バイオヴォルケーノを元にティラノ、トリケラ、プテラ、ケントロのコアとパーツが合体。上半身はヴォルケーノ、下半身はティラノをベースにしており、両肩にはプテラの頭と翼、右腕にはケントロのビーストスレイヤー2本、左腕にはトリケラの頭部を備える。威力が5倍に強化されたバイオ粒子砲を持つ。
雑誌掲載ストーリーではムゲンライガーを追い込むが、エヴォルトによって形態を切り替えながら戦うムゲンライガーに敗北した。